# Chilkana Sultanpur
Chilkana Sultanpur è una suddivisione dell'India, classificata come nagar panchayat, di 16.110 abitanti, situata nel distretto di Saharanpur, nello stato federato dell'Uttar Pradesh. In base al numero di abitanti la città rientra nella classe IV (da 10.000 a 19.999 persone).

## Geografia fisica
La città è situata a 30° 4' 60 N e 77° 28' 60 E e ha un'altitudine di 263 m s.l.m..

## Società

### Evoluzione demografica
Al censimento del 2001 la popolazione di Chilkana Sultanpur assommava a 16.110 persone, delle quali 8.594 maschi e 7.516 femmine. I bambini di età inferiore o uguale ai sei anni assommavano a 3.383, dei quali 1.797 maschi e 1.586 femmine. Infine, coloro che erano in grado di saper almeno leggere e scrivere erano 6.661, dei quali 4.070 maschi e 2.591 femmine.